# John Crombie
John Harvey Forbes Crombie CB DSO (* 16. Februar 1900; † 31. August 1972) war ein Offizier der schottischen Royal Navy, zuletzt Konteradmiral, und Flaggoffizier für Schottland und Nordirland.

## Leben
Crombie trat 1913 der Royal Navy bei. Er diente im Ersten Weltkrieg auf dem Schlachtschiff HMS Queen Elizabeth und dann auf dem Zerstörer HMS Oak. Er diente auch im Zweiten Weltkrieg als kommandierender Offizier des Minensuchboots HMS Bramble, als leitender Offizier für Minensuchboote im Weißen Meer und dann ab 1943 als Direktor für Minensuchen bei der Admiralität. Nach dem Krieg wurde er kommandierender Offizier des Flugzeugträgers HMS Vengeance, bevor er 1948 das Kommando über die Royal Navy Signal School übernahm. 1951 wurde er Flaggoffizier für Schottland und Nordirland und ging 1953 in den Ruhestand.
Er heiratete Rosamund, die Tochter von Brigadegeneral Rodney Style. Ihre Tochter Julia Rosamond Crombie (* August 1947) heiratete 1974 John Algernon Henry Trotter aus Mordington House, Berwickshire.